# George Graham (futbolista)
Para el relojero británico, véase George Graham.
George Graham (Glasgow, Escocia, 30 de noviembre de 1944) es un exfutbolista escocés que se desempeñó como centrocampista en clubes como el Chelsea FC y el Arsenal FC.

## Carrera como jugador

### Aston Villa
Graham recibió ofertas de Aston Villa, Chelsea y Newcastle United a los 15 años, en 1959, y visitó los tres clubes para ver sus instalaciones. Eligió Aston Villa principalmente porque a él y a su familia les gustaba el entrenador Joe Mercer, inicialmente jugando para su equipo juvenil. Firmó profesionalmente en 1961, en su cumpleaños número 17. Pasó cinco temporadas en el club de Birmingham, pero solo hizo diez apariciones, aunque una de ellas fue la derrota en la final de la Copa de la Liga de 1963 del club ante el Birmingham City.

### Chelsea
Chelsea fichó a Graham en julio de 1964 por 5.000 libras esterlinas. Anotó 35 goles en 72 partidos de liga para el club y ganó una medalla de la Copa de la Liga en 1965, pero él, junto con varios otros jugadores del Chelsea, chocaron cada vez más con su volátil entrenador Tommy Docherty. Esto culminó cuando Graham y otros siete fueron enviados a casa y disciplinados por Docherty por romper el toque de queda previo al partido en 1965.

### Arsenal
El Arsenal de Bertie Mee estaba buscando un reemplazo para Joe Baker, y pagó £50,000 más Tommy Baldwin en 1966 para traer a Graham a Highbury. Hizo su debut el 1 de octubre de 1966 en casa del Leicester City, y aunque el resultado fue una derrota por 4-2, inmediatamente se convirtió en un habitual del Arsenal. Fue el máximo goleador del Arsenal tanto en 1966-67 como en 1967-68, habiendo comenzado como delantero centro del club, pero luego volvió al mediocampo como delantero interior con John Radford pasando de lateral a delantero central.
Con el Arsenal, Graham fue subcampeón en las finales de la Copa de la Liga de 1968 y 1969, antes de finalmente ganar una medalla con la Copa de Ferias entre ciudades de 1969–70. Siguió siendo una parte integral del equipo doblemente ganador del Arsenal de 1970-71, e incluso tenía el derecho de marcar el empate del Arsenal en la final de la FA Cup contra el Liverpool, aunque a Eddie Kelly se le atribuye oficialmente el gol.
La llegada de Alan Ball a mediados de 1971-72 hizo que su lugar en el Arsenal fuera menos seguro. En total, jugó 308 partidos con el Arsenal, anotando 77 goles.

### Manchester United
Graham se mudó por £ 120,000 al Manchester United en diciembre de 1972. Pasó dos años en el United y fue relegado a la División Dos.

### Portsmouth, Crystal Palace y California Surf
Graham terminó su carrera en Inglaterra en Portsmouth y Crystal Palace. Jugó el verano de 1978 en Estados Unidos para el California Surf.

## Selección nacional
Ganar el doblete con el Arsenal atrajo la atención de Escocia y Graham fue seleccionado para la selección nacional por primera vez contra Portugal el 13 de octubre de 1971, en un encuentro de clasificación para la Eurocopa 1972 ante la selección de Portugal que finalizó con marcador de 2-1 a favor de los escoceses. Continuaría jugando doce partidos en los próximos dos años para Escocia, anotando tres goles. el último fue contra Brasil el 30 de junio de 1973. Sin embargo, para entonces, Graham ya no era jugador del Arsenal.

## Carrera como entrenador

### Millwall
Después de retirarse del juego en 1978, Graham se convirtió en el entrenador del equipo juvenil en el Crystal Palace y luego, desde octubre de 1980, en el Queens Park Rangers. El 6 de diciembre de 1982, fue nombrado entrenador del Millwall, que entonces era colista de la antigua Tercera División. Graham dio la vuelta al equipo en un corto período de tiempo: evitaron el descenso esa temporada en el último partido de la temporada con una victoria por 1-0 en Chesterfield. La temporada siguiente terminaron noveno y en 1984-85 ascendieron a la antigua Segunda División. Después de que Graham dejara el club en 1986, ganaron la Segunda División y lograron el ascenso a Primera en 1987-88.

### Arsenal
Los logros de Graham en Millwall atrajeron la atención de los clubes de Primera División, y con la renuncia de Don Howe como entrenador del Arsenal en marzo de 1986, sus directores primero le ofrecieron el trabajo al entrenador del Barcelona, Terry Venables, pero él rechazó su oferta y el Arsenal cambió su atención a Alex Ferguson, el entrenador de Aberdeen, como su nuevo entrenador con Graham como su asistente. Sin embargo, Ferguson (entonces a cargo temporal de la Selección de fútbol de Escocia tras la muerte de Jock Stein en septiembre anterior, y todavía a cargo de Aberdeen) había decidido esperar hasta después de la Copa del Mundo antes de decidir sobre su futuro. El propio Graham ni siquiera solicitó el puesto del Arsenal pero el 12 de mayo de 1986 su presidente en Millwall le dijo que el Arsenal quería hablar con él sobre el trabajo del entrenador. Después de una entrevista con Peter Hill-Wood, David Dein y Ken Friar, los directores del Arsenal nombraron a Graham como su nuevo entrenador el 14 de mayo de 1986. Un mes después de llegar a Highbury, Graham se vinculó con la selección nacional de Escocia, posiblemente combinando con el trabajo del entrenador del Arsenal, pero ese papel fue para Andy Roxburgh en su lugar.
El Arsenal no había ganado un trofeo desde la FA Cup en 1978–79 y se estaba alejando de los mejores equipos de la Liga, ya que no había terminado entre los cinco primeros durante ninguna de las cuatro temporadas anteriores.
Graham descartó rápidamente a jugadores como Paul Mariner, Tony Woodcock, Stewart Robson y Tommy Caton, y los reemplazó con nuevos fichajes y productos de equipos juveniles. Además, impuso una disciplina mucho más estricta que sus antecesores, tanto en el vestuario como en el terreno de juego. La forma del Arsenal mejoró de inmediato, tanto que el club estuvo en la cima de la Liga en la Navidad de 1986, el centenario del club, por primera vez en una década. Los jugadores clave en el repunte fueron el joven defensor Tony Adams y el extremo goleador Martin Hayes.
El Arsenal terminó cuarto en la primera temporada de Graham a cargo, y luego ganaron la Copa de la Liga de 1987, venciendo al Liverpool por 2-1. Si bien el Arsenal perdió la final de la Copa de la Liga al año siguiente (una sorprendente derrota por 3-2 ante el Luton Town), se mantuvo constante en la liga. El equipo de Graham presentaba una estricta disciplina defensiva, encarnada por su joven capitán Tony Adams, quien junto con Lee Dixon, Steve Bould y Nigel Winterburn, formarían la base de la defensa del club durante más de una década. Sin embargo, contrariamente a la creencia popular, durante este tiempo el Arsenal no era un equipo puramente defensivo; Graham también construyó un centro del campo impresionante que contenía a David Rocastle, Michael Thomas y Paul Merson, y el delantero Alan Smith, cuya prolífica anotación de goles le reportó regularmente más de 20 goles por temporada. 
Al final de la tercera temporada de Graham (1988-89), el club ganó su primer título de liga desde 1971 (cuando Graham había sido jugador del Arsenal), de manera muy dramática, en el último partido de la temporada contra el campeón y líder de la liga Liverpool, en Anfield. El Arsenal necesitaba ganar por dos goles para llevarse el título; Alan Smith anotó al principio de la segunda mitad para poner el 1-0, pero a medida que pasaba el tiempo, el Arsenal luchaba por conseguir un segundo y, con los 90 minutos transcurridos en el reloj, todavía necesitaban otro gol. Con solo unos segundos para el final, un toque de Smith encontró a Michael Thomas atravesando la defensa del Liverpool; el joven centrocampista levantó tranquilamente el balón por encima de Bruce Grobbelaar en la red, y el Arsenal era Campeón de Liga. Sin embargo, el equipo de Graham todavía no tenía posibilidades de entrar en la Liga de Campeones de la UEFA, ya que la prohibición de los clubes ingleses en las competiciones europeas (impuesta por la UEFA en 1985 tras la Tragedia de Heysel) continuó una temporada más.
Después de terminar cuarto en 1989-90, Graham fichó al portero David Seaman y al extremo sueco Anders Limpar en la temporada cerrada; ambos jugadores resultaron vitales cuando el Arsenal ganó un segundo título en 1990-1991 y alcanzó las semifinales de la FA Cup, perdiendo ante su archirrival Tottenham Hotspur. Perdieron solo un partido de liga en toda la temporada: su partido número 24 de la campaña de liga contra el Chelsea el 2 de febrero.
El Arsenal terminó por delante del subcampeón Liverpool en la carrera por el título de liga esa temporada; en febrero de 1991, el entrenador del Liverpool, Kenny Dalglish, había anunciado repentinamente su renuncia como entrenador, y el nombre de Graham estaba entre los mencionados por los medios como posible sucesor de Dalglish. Sin embargo, Graham se apresuró a descartarse a sí mismo y el trabajo fue para otro escocés, Graeme Souness.
En el otoño de 1991, Graham fichó a un delantero que rompería los récords de goleadores de todos los tiempos del club, Ian Wright del Crystal Palace, y llevó al club a su primera participación en la Copa de Europa en veinte años. Sin embargo, la aventura continental duró poco: el Arsenal fue eliminado por el Benfica en la segunda ronda y no logró llegar a las lucrativas etapas finales. La temporada 1991–92 trajo más decepción cuando los Gunners fueron eliminados de la FA Cup en la tercera ronda por el humilde Wrexham, aunque al Arsenal le fue razonablemente bien en la liga, terminando cuarto.
Después de esta temporada, Graham cambió de táctica; se volvió más defensivo y resultó en equipos mucho menos ofensivos, que dependían principalmente de los goles de Wright en lugar de todo el equipo. Entre 1986–87 y 1991–92, el Arsenal promedió 66 goles en la liga por temporada (anotó 81 en 1991–92), pero entre 1992–93 y 1994–95 solo promedió 48; esto incluyó solo 40 en 1992–93, cuando el club terminó décimo en la temporada inaugural de la Premier League, anotando menos que cualquier otro equipo en la división. 
El Arsenal de Graham se convirtió en especialista en copas, y en 1992-1993 se convirtió en el primer equipo en ganar el doblete de la FA Cup y la Copa de la Liga, superando en ambas ocasiones al Sheffield Wednesday, 2-1 en la final de la Copa de la Liga y 2-1 en la repetición de la final de la FA Cup. La temporada siguiente continuaron en la misma línea, ganando la Recopa de Europa, su segundo trofeo europeo; en la final, el Arsenal venció al favorito y campeón Parma por 1-0 con una actuación defensiva ajustada y el gol de Alan Smith en el minuto 21 con una volea con el pie izquierdo.
La Recopa de 1994 resultó ser el último trofeo de Graham en el club. El 21 de febrero de 1995, Graham, que había llevado al Arsenal a seis trofeos en ocho temporadas, perdió su trabajo después de que una investigación de la Premier League descubriera que había aceptado un pago ilegal de 425.000 libras esterlinas del agente noruego Rune Hauge tras la adquisición de John Jensen por parte del Arsenal en 1992. Graham finalmente fue suspendido por un año por la Asociación de Fútbol por su participación en el escándalo, luego de admitir que había recibido un "regalo no solicitado" de Hauge. En ese momento, el Arsenal estaba luchando un poco en la liga, había perdido los cuartos de final de la Copa de la Liga ante el Liverpool, había sido eliminado de la FA Cup después de una repetición de la tercera ronda de Millwall, y (como campeones de la Recopa de Europa) también había perdido la Supercopa  ante el AC Milan. Pero, por supuesto, todo eso no tuvo relación con el despido de Graham, que se debió más a sobres de dinero, ya que la palabra "tapón" se incrustó en el léxico del fútbol.
Su salida del Arsenal marcó el cierre de un capítulo en el que los Gunners se habían hecho un nombre como un equipo de aguafiestas, admirados por su imperturbable apego a una estrategia compacta. En 18 meses, el club había nombrado a Arsène Wenger, marcando el comienzo de una nueva era del fútbol.

### Leeds United
Después de cumplir su sanción, el regreso de Graham a la gestión del fútbol se produjo con el Leeds United en septiembre de 1996. Después del quinto partido de la temporada, reemplazó a Howard Wilkinson. Graham fue designado rápidamente, pero no pudo tener un impacto inmediato, lo que llevó al Leeds a cinco derrotas de sus primeras seis en la liga y otra derrota ante el Aston Villa en la Copa de la Liga.
Al entrar en noviembre, el Leeds rondaba justo por encima de la zona de descenso y ningún equipo de la división había concedido más goles. El miserable comienzo de Graham en el trabajo se vio agravado por una derrota por 3-0 ante el Arsenal, uno de los primeros partidos de Arsène Wenger a cargo. Pero muy pronto, los métodos del entrenador escocés comenzaron a dar sus frutos de una manera brutalmente eficiente.
Para el cambio de año, Leeds era inequívocamente un equipo de George Graham: reacio al riesgo hasta el punto de la parodia, pero indiscutiblemente sólido como una roca. Antes de Navidad, marcaron un récord del club de cinco partidos sin encajar, con empates sin goles en salidas sucesivas contra Middlesbrough, Tottenham y Everton. Llenar la defensa con tantos cuerpos como sea posible, conLucas Radebe convirtiéndose en un operador de primera clase y Nigel Martyn ofreciendo un fuerte argumento para ser el Número 1 de Inglaterra. Leeds se había convertido en una potencia defensiva. Era The Graham Way: al menos ocho de los 11 hombres de Leeds se concentraron ante todo en anular a la oposición. Invariablemente funcionó. Terminaron la temporada con 20 hojas limpias, un récord del club para una temporada de 38 juegos que es poco probable que se rompa. Al final, Leeds anotó solo 28 goles. No solo se mantuvieron despiertos, sino que de alguna manera terminaron 11º.
Donde Leeds anotó 28 goles en la temporada 1996–97, anotó 57 en la temporada 1997–98. Esa temporada resultaría útil para sentar bases organizativas sólidas para los años venideros. Jimmy Floyd Hasselbaink firmó en el verano de 1997, anotó 16 goles en la Premier League y 22 en todas las competiciones, ya que Leeds terminó quinto durante la única temporada completa de Graham a cargo, mientras que el club continuó su ascenso con su ex asistente y sucesor David O'Leary. Graham dejó Leeds en circunstancias difíciles y regresó a Londres para hacerse cargo del Tottenham el 1 de octubre de 1998.
La medida se produjo en el hotel de Leeds en la isla de Madeira después de la victoria en la tanda de penaltis de la primera ronda de la Copa de la UEFA de Leeds sobre el Marítimo de la Liga portuguesa el 29 de septiembre de 1998. Alan Sugar de los Spurs telefoneó al presidente de Leeds, Peter Ridsdale, quien admitió que después de una breve conversación Se hizo, con una compensación acordada que permitiría a Graham cumplir su deseo de regresar a Londres. Graham no ocultó su deseo de regresar a la capital tras el empate 3-3 del Leeds con el Tottenham en el norte de Londres el 26 de septiembre de 1998. Citó motivos familiares y personales.

### Tottenham Hotspur
Apenas cinco meses después de hacerse cargo del Tottenham Hotspur, guio al club a la victoria sobre el Leicester City en la final de la Copa de la Liga de 1999 y, con ello, a un lugar en la Copa de la UEFA 1999-2000. A pesar de guiar al club a su primer trofeo en ocho temporadas, Graham no pudo lograr un resultado superior al décimo en la Premiership.
El Tottenham llegó a los cuartos de final de la FA Cup con una victoria por 3-2 sobre el West Ham United el 11 de marzo de 2001 y Graham estaba deseando medirse con su antiguo club, el Arsenal, en las semifinales.
Fue despedido el 16 de marzo de 2001, poco después de que el grupo empresarial ENIC comprara el club, por presunto incumplimiento de contrato. El club declaró que Graham había recibido "varias advertencias por escrito antes de su despido por dar lo que el club consideraba información privada" antes, a principios de esa semana, aparentemente informando a los medios que tenía "un presupuesto limitado" para nuevos jugadores. y expresando su decepción con él. Esto llevó a que fuera convocado a una reunión con el vicepresidente ejecutivo de los Spurs, David Buchler, tras lo cual fue despedido. Posteriormente, Buchler cuestionó si Graham se preocupaba por los intereses del club y describió su conducta en la reunión como "agresiva y desafiante". Los representantes legales de Graham emitieron un comunicado expresando que estaba "conmocionado y molesto por haber sido despedido y no podía creer que se hubiera dado una excusa tan endeble". Continuaron diciendo que Graham "cree que ENIC siempre tuvo la intención de despedirlo".

## Clubes

### Como jugador
| Club              | País           | Año       |
| ----------------- | -------------- | --------- |
| Aston Villa       | Inglaterra     | 1961-1964 |
| Chelsea FC        | Inglaterra     | 1964-1966 |
| Arsenal FC        | Inglaterra     | 1966-1972 |
| Manchester United | Inglaterra     | 1972-1974 |
| Portsmouth FC     | Inglaterra     | 1974-1976 |
| Crystal Palace    | Inglaterra     | 1976-1977 |
| California Surf   | Estados Unidos | 1978      |

### Como entrenador
| Club              | País       | Año       | PJ  | G   | E   | P   | % Efectividad |
| ----------------- | ---------- | --------- | --- | --- | --- | --- | ------------- |
| Millwall F.C.     | Inglaterra | 1982-1986 | 191 | 86  | 47  | 58  | 53,23%        |
| Arsenal FC        | Inglaterra | 1986-1995 | 461 | 226 | 133 | 102 | 58,64%        |
| Leeds United      | Inglaterra | 1996-1998 | 95  | 37  | 27  | 31  | 46,32%        |
| Tottenham Hotspur | Inglaterra | 1998-2001 | 126 | 50  | 35  | 41  | 48,95%        |
| Total             | Total      | Total     | 873 | 399 | 242 | 232 | 54,95%        |

## Palmarés

### Como jugador

#### Campeonatos nacionales
| Título              | Club       | País       | Año     |
| ------------------- | ---------- | ---------- | ------- |
| Football League Cup | Chelsea FC | Inglaterra | 1964-65 |
| First Division      | Arsenal FC | Inglaterra | 1970-71 |
| FA Cup              | Arsenal FC | Inglaterra | 1970-71 |

#### Copas internacionales
| Título         | Club       | Sede    | Año     |
| -------------- | ---------- | ------- | ------- |
| Copa de Ferias | Arsenal FC | Londres | 1969-70 |

### Como entrenador

#### Campeonatos nacionales
| Título                           | Club              | País       | Año      |
| -------------------------------- | ----------------- | ---------- | -------- |
| Football League Group Trophy     | Millwall F.C.     | Inglaterra | 1982- 83 |
| Promoción de tercera división    | Millwall F.C.     | Inglaterra | 1984-85  |
| Copa de la Liga                  | Arsenal FC        | Inglaterra | 1986-87  |
| Football League Centenary Trophy | Arsenal FC        | Inglaterra | 1988     |
| First Division                   | Arsenal FC        | Inglaterra | 1988-89  |
| First Division                   | Arsenal FC        | Inglaterra | 1990-91  |
| Community Shield                 | Arsenal FC        | Inglaterra | 1991     |
| FA Cup                           | Arsenal FC        | Inglaterra | 1992-93  |
| Copa de la Liga                  | Arsenal FC        | Inglaterra | 1992-93  |
| Copa de la Liga                  | Tottenham Hotspur | Inglaterra | 1998-99  |

#### Copas internacionales
| Título                      | Club       | Sede       | Año     |
| --------------------------- | ---------- | ---------- | ------- |
| Recopa de Europa de la UEFA | Arsenal FC | Copenhague | 1993-94 |